# Залеський Антон Миколайович
Анті́н Микола́йович Зале́ський (*15 серпня 1936, Доброводи, тепер Збаразького району Тернопільської області — †9 лютого 1989, Київ) — український мовознавець.
Закінчив філологічний факультет Львівського університету (1959).
В 1959—1963 роках — співробітник Інституту суспільних наук НАН УРСР
Досліджував типологію українських діалектних фонологічних систем, історичну фонетику української мови, взаємодію літературної мови і діалектів, українську та слов'янську лінгвогеографію.
Під його керівництвом укладено хрестоматію «Говори української мови. Збірник текстів» (1977).

## Праці
- Вокалізм південно-західних говорів української мови. Київ, 1973;
- Атлас української мови. — Т. 1—3. Київ, 1984—2001 (співавтор і один із редакторів);
- Общеславянский лингвистический атлас. Вступний випуск. 1978; Вип. 1. 1988; Вип. 2а. 1990.

## Короткий огляд монографії «Вокалізм південно-західних говорів української мови»
Це перше філологічне дослідження вокалізму південно-західних говорів української мови. Висвітлюються особливості функціонування в різних говорах опозицій (протиставлення голосних), з'ясовуються умови й результати нейтралізації цих позицій. Питання аналізуються з використанням матеріалів історичної та сучасної фонології української літературної мови. Розрахована на лінгвістів, викладачів та студентів філологічних факультетів, учителів.
Жоден зі структурних рівнів українських діалектів не привертав до себе такої уваги, як їх звуковий рівень. причина цього та, що з погляду фонетичної системи українські говори творять досить різноманітну й цікаву в територіальному відношенні картину, яка є живою історією мови в її просторовій проєкції, а водночас і свідченням того, що на час формування української національної мови найзначніші відмінності між діалектами були власне у фонетиці.
У фонетиці в центрі уваги дослідника будь-якого говору неодмінно був вокалізм. пояснюється це як своєрідністю походження українських голосних, що, з одного боку, є наслідком різних фонетичних процесів, а, з другого — різними стадіями одного й того ж процесу, який охоплював колись ті ж самі звукові елементи, — так і територіально строкатою варіативністю в субстанціональному вираженні ідентичних функціональних одиниць різних говорів.
Консонантизм у свою чергу зазнав менше відхилень від вихідної системи, якою для говорів східнослов'янських мов прийнято вважати систему доби давньоруської мовної спільності. стабільнішими, порівняно з вокалізмом, виявляються в різних говорах також інвентар приголосних фонем, їх дистрибуція та інші показники
Етапи дослідження південно-західних говорів (на основі різного підходу до опису лінгвістичних фактів, їх відбору, способу систематизації й методики наукової інтерпретації):
1. Перший етап — починається появою у Галичині перших руських граматик І. Могильницького, І. Вагилевича, Я. Головацького та завершується діяльністю одного з найбільш невтомних трудівників на ниві української діалектології — І. Верхратського, у монографіях якого простежується етимологічний підхід до вивчення звукових явищ.
2. Другий етап започаткував своїми працями норвезький славіст О. Брок. У нього, на відміну від Верхратського, переважав фізіологічно артикуляційний підхід над етимологічним у значенні мовних звуків.

Праці обох цих дослідників хоча і відрізняються своїми підходами, але присвячені вивченню українських говорів, мають значення не тільки для історії української діалектологічної науки, але ще й досі залишаються неоціненним джерелом найрізноманітніших відомостей про ряд найбільш архаїчних українських південно-західних говорів.
Порівняно більше уваги у монографії буде приділено синтагматичному аспекту реалізації окремих протиставлень голосних фонем у південно-західних говорах, оскільки парадигматичний аспект функціонування звукових одиниць на рівні вокалізму вже знайшов певне висвітлення у дослідженнях. Предметом дослідженням будуть лише питання функціонування на сучасному етапі в пд.-зх говорах опозицій /е/-/и/, /о/-/у/, /а/-/о/, /е/-/а/, тобто опозицій, які у відповідних фонетичних умовах можуть зазнавати нейтралізації або реалізація яких на субфонемному рівні має істотні особливості у порівнянні з літ-ною мовою та іншими укр. говорами, а також досліджуватиметься так званий перезвук  в  після м'яких приголосних. В окремих випадках вважаємо, однак, за потрібне і при інтерпретації фактів синхронного ряду з метою глибшого й рельєфнішого висвітлення актуального стану залучати дані історичного розвитку досліджування говорів, зокрема тоді, коли функціонування того чи іншого члена названих опозицій, його місце в сис-мі зумовлене своєрідністю походження або ж якщо існуючі дотепер пояснення інших авторів нам видаються не безсумнівними.
Матеріалом для дослідження, крім наявних описів пд.-зх говорів, є й власні спостереження, у тому числі відповіді, зібрані за спеціально складеною програмою з 40 населених пунктах, що більш-менш рівномірно представляють досліджувані говори, а також зроблені ними більш, ніж в 100 селах магнітофонні записи розмовної мови типових носіїв говірок, переважно людей старшого покоління, які нікуди або майже нікуди не виїжджали тривалий час з рідного села. Використано також картотеку та карти 2-го тому АУМ.